# Trachyboa boulengeri
Il serpente di legno (Trachyboa boulengeri Peracca, 1910) è un serpente della famiglia Tropidophiidae, che vive in una regione compresa tra l'America centrale e la parte settentrionale dell'America meridionale.

## Descrizione
L'aspetto di questo boide è decisamente insolito: le squame dorsali, infatti, sono carenate e terminano in una punta. Le squame sopraorbitali, inoltre, formano veri e propri tubercoli simili a una cresta. Infine, la parte anteriore del muso è dotata superiormente di carene e creste. Le dimensioni non sono cospicue, ma l'aspetto è piuttosto tozzo in relazione a quello degli altri boidi.

## Biologia
Oltre all'aspetto, anche il comportamento di questo serpente è particolare. Come altri rappresentanti della famiglia dei tropidofiidi, quando viene molestato il serpente di legno si arrotola su sé stesso, e forma una sorta di palla. Dalla cloaca secerne una sostanza fortemente odorosa, nauseabonda; subito dopo, gli occhi diventano di colore rosso rubino e dalla bocca escono gocce di sangue, a causa della rottura di alcuni vasi sanguigni del palato. Questo comportamento è una simulazione di animale morto o addirittura in putrefazione: l'eventuale predatore, quindi, si ferma ed è indotto ad abbandonare la potenziale preda.